# Diecezja Troyes
Diecezja Troyes – diecezja Kościoła rzymskokatolickiego w północnej Francji z siedzibą w Troyes. Powstała w IV wieku, zaś obecny kształt terytorialny uzyskała w roku 1822. Przez większość swojej historii należała do metropolii Sens. W roku 2002 papież Jan Paweł II zlikwidował tę metropolię i przyłączył diecezję Troyes do metropolii Reims. Dwiema głównymi świątyniami diecezji są katedra św. Piotra i Pawła w Troyes (jako katedra diecezjalna) oraz bazylika św. Urbana w Troyes (jako bazylika mniejsza).